# كراش باش
كراش باش هي لعبة فيديو من سلسلة كراش أنتجت بواسطة سوني كمبيوتر انترتيمنت وطورت بواسطة يوروكوم للبلاي ستيشن.وقد أطلق في أمريكا الشمالية 6 نوفمبر 2000 وفي أوروبا 1 ديسمبر 2000.
كراش باش هي الخامسة من سلسلة كراش.هي أول لعبة كراش لا تتطور بواسطة نوتي دوغ.قصة اللعبة عبارة عن منافسات عديدة تحتجز أكو أكو وأوكا أوكا لتقرر من من الشر والخير الأقوى.

## اللعب
اللعبة أساسا تقوم على المغامرة، ويجب على اللاعب أن يفوز 28 مستوى ليختم اللعبة.يجب على اللاعب أن يفوز الكأس والماسة والكريستالة والمفتاح الذهبي والمفتاح الأزرق.
| الجوهرة        | كيفية الفوز                                                   | ملاحظة |
| -------------- | ------------------------------------------------------------- | --- |
| الكأس          | الفوز بثلاث مرات في المستوى الواحد قبل الخصم(لا يوجب التتالي) | |
| الماسة         | الفوز مرة                                                     | في دور الماسة يكون هناك وقت أو نقاط حيث إذا كان المستوى ذو نقاط فيجعلك النقاط أكثر ويجب أن تكملها إلى الصفر وإذا على الوقت فانه يقصر الوقت ويجب الفوز سريعا في المستوى. |
| الكريستالة     | الفوز مرة                                                     | يضيف دور الكريستال شيء غريب يعيق اللاعب وحده |
| المفتاح الذهبي | الفوز مرتين متتاليتين                                         | يتغير الخصوم ويجلب الشخصية الخبيرة في هذا المستوى |
| المفتاح الأزرق | الفوز 3 مرات متتالية                                          | يتغير الخصوم ويجلب الشخصية الخبيرة في هذا المستوى |

هناك خمس غرف إذا ختمت فتكمل 200%.مثل الأجزاء السابقة اللاعب يمكنه التنقل بين الغرف الخمس كما يشاء ليدخل أي مستوى يريده-الغرف المفتوحة قطعا-.يمكن للاعب أن يدخل الغرف الغير مفتوحة بواسطة هزم رئيس الغرفة التي موجود فيها اللاعب.

### المستويات
هناك سبع مستويات مختلفة تبدأ بأربع مستويات ثم في كل غرفة يزداد مستوى وتبقى المستويات قانونها الأساسي مع تغيير بسيط وقانون فرعي ليصعب المستوى وهكذا يستمر الوضع إلى الغرفة الرابعة ثم في الغرفة الخامسة تتغير المستويات.

## قصة اللعبة

### الشخصيات
الشخصيات في كراش باش هم كراش بانديكوت، كوكو بانديكوت، النمر تيني، دنجو دايل، دكتور نيو كورتكس، دكتور نيتراس بريو، كوالاكونج، وشخصية جديدة تدعى ريلا روو (عبارة عن مزيج من الغوريلا والكنغر).وتنقسم الشخصيات إلى أربعة أنواع رئيسية، ما أعطى لكل نوع منهم اختلاف قدراتهم داخل بعض الألعاب الصغيرة. أما عن زعماء الغرف ففي الغرفة الأولى يأتي الزعيم بابو بابو والغرفة الثانية الدب القطبي العملاق في غواصة معروفة باسم «بييرميناتور» والغرفة الثالثة اللأخوة كومودو والغرفة الرابعة نيتراس أوكسايد.
اما الشخصيات مثل الدكتور إن. جين وريبر روو والبطريق بينتا فتظهر خلال مستويات معينة من اللعبة.
وهم كراش يتضح أيضا في النسخة اليابانية.أكو أكو هو البطل الأساسي أو الشخصية الرئيسية :كراش بانديكوت وكوكو بانديكوت والنمر تيني ودنجو دايل في جانب كراش.أوكا أوكا هو الخصم الرئيسي: دكتور نيو كورتكس، نيتراس بريو، كوالاكونج وريلا روو في جانب القشرة.

### القصة
أكو أكو حدث بينه وبين أخوه أوكا أوكا جدال على أن من الأقوى بين الخير والشر.قرر أكو أكو حسم هذا كله، لكن عندما حاول أوكاأوكا القتال أكو أكو تذكر أنه قد لا تكون بينهم نية خبيثة.و في النهاية وافقا على فعل منافسة وتحدي مع لاعبين أكو أكو ضد أوكا أوكا.أكو أكو استدعى كراش وكوكو بينما أوكا أوكا استدعى كورتكس وبريو وتيني النمر وكوالا كونغ دينغو دايل وريلا روو، أكو أكو احتج حيث أن أخوه أخذ لاعبين أكثر.أوكا أوكا وثق في قوة واحدة، بينما أكو أكو طالب بانسحاب أثنان من فريق أخوه فوافق وأعطاه تيني ودينغ دايل، فبدأت اللعبة أخيرا.
إذا كان الخير قد فاز أوكا أوكا جدا غاضب ويطالب لمعرفة أي خدعة استعملت لانهزام فريقه، أكو أكو أنكر استخدام أي حيلة مخادعة وأعلن أنه من البداية عرف ان أخوه يحاول سرقة الكريستالات واوكا اوكا ممتلأ بالغيظ وقرر أن يؤخذ كلها وحده لكن أخوه قفل عليهم في خزانة الأحجار وهو يدعي ان الكريستالات تكون قوية جدا على أن تكون بالخارج وفي هذه الخزانة تكون اَمنة.اوكا اوكا يطالب بما يأتي اليه وأكو أكو طرده إلى مساحة خالية.
إذا الشر قد فاز عاصفة خارقة تضرب الكون تعلن أن أوكا أوكا فاز.هو يكشف أنه كان يخطط ليسرق الكريستالات لكن الآن الكريستالات له وحده مع قوتها أكو أكو كان يتساءل كيف على الأرض يكون ساذجا ليقكر أن الخير نفسه بفوز على الشر.أوكا أوكا صار قويا لدرجة لا أحد يواجهه أما أكو أكو طلب من كراش وكوكو الهروب لأنقاذ نفسهم.
إذا لاعب جيد ولاعب من الشر قد فازوا يقرران الأخوان أن يفعلان تحديا واحدا ليعرفا من الأقوى ويسمى التحدي كسر التعادل.هنا اللاعبين يتنافسان ضد بعضهم البعض مع نفس القوانين في مستوى (Jungle Bash).بعد الفوز مرة اعلان للشخصية الجيدة فوزالخير وللشخصية السيئة فوز الشر.ومن يفوز يكمل
201%.

## التطوير
الموسيقى كونت بواسطة ستيف دكوورث.تسجيل الصوت متوفر فقط في اليابان.الديسك يحتوي على أربع نسخ مغيرة من أغنية كراش بنديكوت التي صارت في الهواء أثناء الدعايات في اليابان ومزجت الأغاني في الأصوات.
النسخة اليابانية لكراش باش أطلقت في 14 ديسمبر 2000 مع اختلاف النسخة المعتادة.الشخصيات يظهرون طريق لشفرة الغش السرية بعد هزم الدب.مع استثناء كولا كونغ، استبدلت أصوات الشخصيات بأصوات ممثلين يابانيين.الفيديوات المضافة أيضا متوفرة داخل الألعاب السابقة.

## مقالات ذات صلة
كراش بنديكوت 1
كراش بنديكوت 2
كراش بنديكوت 3